# Borbély Sándor (gyógypedagógus)
Borbély Sándor (Aranyosrákos, 1866. január 14. – Vác, 1932. december 9.) erdélyi magyar gyógypedagógus, a magyar siketnéma-oktatás jelentős alakja.

## Életpályája
Földművelésből élő tanult székely nemesi családból származott. Gyermekéveit szülőfalujában töltötte. Tordán és Kolozsváron tanult. Házitanító volt Korbuly Ignác ügyész két fia mellett. 1889-ben végezte el a tanítóképzőt Budapesten, és még ugyanebben az évben a tordai unitárius algimnázium seniora lett. Szakvizsgát tett lélektanból és a siketnéma oktatás történelméből.
1897-től két évig tanított a siketek budapesti iskolájában, majd a Váci Országos Siketnéma Intézet gyakornokaként gyümölcsöztette tudását. A Nagy Sándor-féle - 1977-ben - megjelent „Pedagógiai lexikon” szerint 1899-től 1924-ig a Váci Siketnéma Intézet igazgatója volt. Ebben a minőségben készítette el 1900-ban a siketnéma intézetek első tantervét, és dolgozta ki a siketnéma oktatás módszertanát. Az 1900-ban megjelent „Tanterv és módszeres utasítások a siketnémák iskolái, intézetei számára” című műve, Európa hírűvé tette a magyar gyógypedagógiát. A tantervben az oktatás célját a következőképpen fogalmazta meg: „A társalgási, közvetlen beszélgetési formán keresztül a siketet beszélővé tenni.” A tanterv hatására minden osztályban bevezették az Urbantschitsch-féle hallási gyakorlatokat. A „ Vezérkönyv a siketnémák beszédtanításához” című két kötetes műve tartalmazza mindazt, ami egy második és harmadik osztályos siketnek igazán hasznos. Ebben a műben megmutatja, hogy az adott alkalommal mit, mennyit, hogyan kell és szabad ezen a fokon nyújtani, mennyire szabad a siket gyermek agyát megterhelni. Ezzel párhuzamosan 1900 és 1904 között ő vezette a Vácott működő Gyógypedagógiai Tanítóképző-tanfolyamot. (Ezt 1908-ban Budapestre helyezték át.)
1902-ben az ő szervező munkájának volt köszönhető a váci intézet fennállása századik évfordulójának megünneplése. Elhatározta, hogy ennek alkalmából új épületet építtet, melyben több iskolai tanterem, tornaterem, díszterem, szertár és tanári szoba is helyet kap. Ezt a ma működő épületet 1902 júliusában adták át. Ettől az időtől kezdve a régi épület túlnyomórészt nevelőotthon céljait szolgálta.
Borbély Sándor igazgató szerkesztésében, az intézet százéves fennállása alkalmából „Emlék-könyv a siketnémák váczi országos királyi intézete 100 éves fennállásának ünnepe alkalmára” címen egy igen értekés, tanulságos és mindenben bő tájékoztatást nyújtó könyvet szerkesztett. Ez tartalmazza az intézet keletkezését, fejlődését, szervezését, valamint a siketnémák ügyének és kiképzésének akkori állását. A könyv ismerteti az ország többi városában működő siketnéma intézet leírását és kibővül az intézetek, az igazgatók és az alapítók fényképével is.

## Tisztségei
- 1903-ban „Borbély Sándornak a Siketnémák Váci Országos Intézete igazgatójának a gyógypedagógia terén szerzett érdemei elismeréséül, a király Őfelsége a Koronás Arany érdemkeresztet adományozta.”
- 1905-ben megválasztják a Siketnéma Tanárok Országos Egyletének és a Magyar Védő Egylet elnökének. Ugyanebben az évben siketnéma óvodát létesít.
- 1908-tól a Gyógypedagógiai Tanárképzőben előadó tanárként is működik. Majd ettől az évtől előadója a Gyógypedagógiai Intézetek Országos Szaktanácsának.
- Munkatársa volt a Váci Hírlapnak és a Siketnéma Közlönynek, majd 1911 és 1918 között ő szerkesztette a Siketnémák Képes Lapját.

## Emlékezete
- 1915-ben 25 éves szolgálatának elismeréséül nevére alapítvány létesült.
- 1923-ban megfestik arcképét. Szobrát a Váci Siketnéma Intézet előtt állították fel.
- 1925-ben vonult nyugdíjba, és ekkor megkapta a Signum Laudist.

## Halála
1932. december 9-én (hosszas szenvedés után) Vácon fejezte be életét. Temetése szintén Vácon történt december 11-én, nagy részvét mellett. A maga fogalmazta gyászjelentés így foglalta össze életművét: „Egyfelől kisded némáknak ajkát nyitogatta magyar szóra, másfelől pedig a rosszul beszélő nagy magyaroknak nyelvét igazgatta jóra.”

## Főbb művei
- Bevezető jegyzetek a siketnémák oktatásának módszertanához (1909)
- Nyelvünk védelme : gyomlálás a magyar nyelv kertjében (1910)
- A némák megszólítása, vagyis a siketnémák beszédtanításának kezdete (1913)
- Némák megszólaltatása : képes ABC a siketnéma-iskolák számára : gyakorlati rész. 3. kiad. (1922)
- A magyar siketnéma oktatás bibliográfiája és adatgyűjteménye 1920 végére (1923)

## Szerkesztése
- Emlék-könyv a siketnémák váczi országos királyi intézete 100 éves fennállásának ünnepe alkalmára. (1902)

## Társasági tagság
Erdélyi Múzeum-Egyesület (EME)